# Walter Prescher van Ed

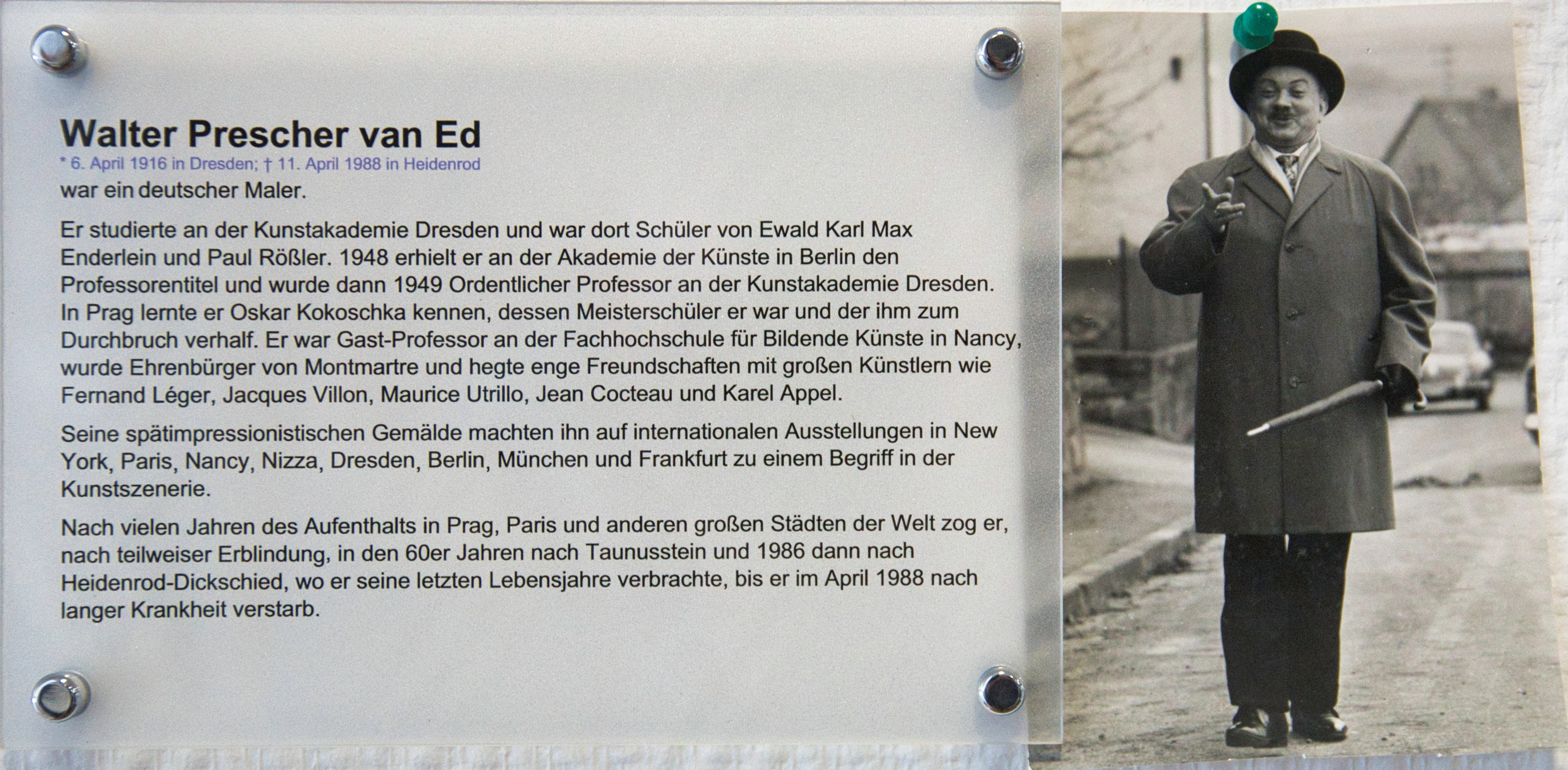
Gedenktafel für Walter Prescher van Ed

Walter Prescher van Ed (* 6. April 1916 in Dresden; † 11. April 1988 in Dickschied) war ein deutscher Maler.
Er studierte an der Kunstakademie Dresden und war dort Schüler von Ewald Karl Max Enderlein und Paul Rößler. 1948 erhielt er an der Akademie der Künste in Berlin den Professorentitel und wurde dann Ordentlicher Professor an der Kunstakademie Dresden. 1949 hatte er eine Einzelausstellung mit Ölbildern in der renommierten Galerie Henning in Halle/Saale. 1961 war er Gast-Professor an der Fachhochschule für Bildende Künste in Nancy. Prescher van Ed war Ehrenbürger von Montmartre.
Paris, Prag und Dresden gehörten zu den Brennpunkten seines Lebens. Er war ein Kosmopolit, der sich am meisten in seiner eigentlichen Wahlheimat Paris zu Hause fühlte. In Prag lernte er Oskar Kokoschka kennen, dessen Meisterschüler er war und der ihm zum Durchbruch verhalf. In Paris hatte er enge Freundschaften mit großen Künstlern, deren Schüler er war und die er auch malte, u. a. Fernand Léger, Jacques Villon, Maurice Utrillo, Jean Cocteau, Karel Appel.
Seine spätimpressionistischen Gemälde machten ihn auf internationalen Ausstellungen in New York, Paris, Nancy, Nizza, Dresden, Berlin, München und Frankfurt zu einem Begriff in der Kunstszenerie.